# Manzini South
Manzini South ist ein Inkhundla (Verwaltungseinheit) in der Region Manzini in Eswatini. Das Inkhundla ist 20 km² groß und hatte 2007 gemäß Volkszählung 15.417 Einwohner.
Das Inkhundla umfasst ungefähr die Südhälfte von Manzini, der größten Stadt Eswatinis. Es ist das kleinste aller Tinkhundla.
Es gliedert sich in die Imiphakatsi (Häuptlingsbezirke) Mjingo, Moneni, Mhobodleni, Ngwane Park, Ticancweni und Zakhele.